# Alhadi
Abu Abedalá Muça ibne Almadi Alhadi (em árabe: أبو محمد موسى بن المهدي الهادي; romaniz.: Abu Abdallah Musa ibn Mahdi al-Hadi) foi o quarto califa abássida e que reinou entre 785 e 786.

## História
Alhadi era o primogênito de Almadi e Al-Khayzuran e, assim como seu pai, era muito aberto aos seus súditos, permitindo-lhes que o visitassem no palácio em Bagdá. Por isso, foi considerado como um "governante iluminado" e continuou os movimentos progressistas (e inclusionistas) de seus antecessores.
Era também conhecido como Musa, sendo um homem alto e magro, marcado por um defeito físico que era o lábio leporino (daí o apelido Musa, cale a boca).
Seu curto reinado foi marcado por diversos conflitos militares. A revolta de Huceine ibne Ali ibne Haçane se iniciou quando Huceine se declarou califa em Medina. Alhadi esmagou a revolta e matou Huceine, assim como muitos de seus seguidores, mas Idris ibne Abedalá, um primo do rebelde, escapou e, ajudado por Uadi, um oficial postal (baride) no Egito, conseguiu chegar a Marrocos, onde fundou o Califado Idríssida. Alhadi também esmagou uma revolta carijita e repeliu uma invasão bizantina.
Alhadi morreu a 14 de setembro de 786. Atabari reporta diversos relatos sobre a sua morte, como uma úlcera abdominal ou um assassinato articulado pela madrasta de Alhadi. Atabari também conta sobre os esforços de Alhadi para se tornar independente de sua mãe, proibindo-a de se envolver em temas públicos e ameaçando a sucessão de Harune. Um relato de Atabari cita uma tentativa do califa de envenenar sua mãe:
| “ | Iáia ibne Haçane relatou que seu pai passou-lhe uma informação, dizendo: Eu ouvi Caliça dizendo Alabás ibne Alfadle ibne Arrabi que Muça mandou para sua mãe al-Khayzuran um prato de arroz dizendo '"Eu achei isto delicioso e, por isso, comi pouco para que pudesse comer também!"' Caliça relatou: Mas eu disse para ela, '"Não toque nisso até investigar mais, pois temo que possa conter algo que te prejudique"'. Por isso, eles trouxeram um cachorro, que comeu um pouco e caiu morto. Musa contatou al-Khayzuran posteriormente e disse '"O que achou do arroz?"', ao que ela respondeu '"Eu gostei muito"'. A resposta do califa foi '"Você não pode tê-lo comido, pois, se tivesse, eu teria me livrado de ti. Quando é que um califa foi feliz com sua mãe (ainda viva)?"' | ” |

Outra versão para sua morte é de que teria sido assassinado por concubinas do seu harém, através de sufocação, depois de lhe terem ministrado uma droga sonífera, induzidas pela sua mãe, a quem ele teria tentado assassinar por envenenamento.
O desentendimento familiar começou quando Alhadi, desatendendo os conselhos do amigo e auxiliar Iáia, proclamou como seu sucessor o filho Jafar, que era um menino impúbere, em vez de garantir que seu sucessor fosse o irmão Harune Arraxide.
Alhadi moveu a capital de Bagdá para Hadita pouco antes de sua morte. Ele foi sucedido por seu irmão caçula Harune Arraxide, o qual acabou libertando Iáia e tornando-o vizir e prendeu e depois matou o sobrinho Jafar.